# Mogoditshane
Mogoditshane is een dorp in het district Kweneng in Botswana. Met bijna 90.000 inwoners in 2022 is Mogoditshane het grootste dorp in Botswana en de op vijf na grootste plaats in het land. 
Mogoditshane telde 88.098 inwoners in 2022, een stijging van 51,6% ten opzichte van 58.079 inwoners in 2011. In 2001 woonden er nog 14.246 personen in het dorp.